# Claude Lefebvre
Ne doit pas être confondu avec Claude Lefèbvre.
Pour les articles homonymes, voir Lefebvre.
Claude Lefebvre est un compositeur et poète français né le 11 novembre 1931 à Ardres dans le Pas-de-Calais, et mort le 2 mai 2012. Il vivait près de Metz en Moselle.

## Biographie
Études musicales au Conservatoire de Paris, composition avec Darius Milhaud, ensuite avec Pierre Boulez à la Musik-Akademie Basel/Suisse.
En 1965, mariage avec Ingeborg Giese, avec qui il a deux enfants, Tania et Arlane.
En 1966, il devient professeur d'analyse et de composition au conservatoire de Metz et enseigne à l'Université. 
En 1972, il est l'initiateur de la fondation du Centre européen pour la Recherche musicale à Metz, ainsi que du festival Rencontres internationales de musique contemporaine, dont il gardera la direction artistique pendant une vingtaine d'années. 
En 1976, il y joint un studio électroacoustique. 
En 1980, il obtient le grand prix de la SACEM en musique de chambre. 
En 1985, il reçoit du ministre de la Culture la distinction d'officier des Arts et des Lettres. 
En 1996, il crée un  centre musical  à Forbach en Lorraine et son festival annuel rendez-vous musique nouvelle à la mi-novembre
dont il gardera la direction artistique jusqu'en 2003.
Ensuite, il se consacra essentiellement à son travail de création.
Ses œuvres ont été programmées dans le monde entier, ses poèmes mis en musique par différents compositeurs.
Une grande part de ses papiers personnels (correspondance, oeuvre pédagogique, partitions...) sont conservés par les Bibliothèques-Médiathèques de Metz depuis leur cession par sa veuve Ingeborg en 2020. 

## Œuvres principales
- Mosella (1984)

Poème d’Ausone pour orgue, 2 trompettes et bande magnétique
Durée : 18'
Création : novembre 1984, Trèves, Gerd Zacher (org),
Pierre Gillet et Dominique Derasse (trp)
- Savoure (1984)

Texte de Nathalie Méfano
pour Basse solo
Durée : 4'
Création : 1984, Lugano, Boris Carmeli 
- La Chute (1985)

Poème du compositeur
pour voix de Basse, piano et bande magnétique
Création : le 8.10.1987, Angers, Boris Carmeli,
Michaël Levinas 
- Souvenirs (1985)

Pièce pédagogique
pour chœur d’enfants (voix mixtes) et 4 voix solistes. 
Composition: 11.03.1985.
Dédicace: « A Arlane chérie, pour ses douze ans le 13 mars 1985 ». 
Durée : 6'
- Vallée (1987)

(Hommage à Maurice Ravel)
pour cor solo
Durée : 5'
Création : le 18.07.1987, Paris, Radio-France,
André Cazalet
- Virage… (1987)

Poème de Claude Lefebvre
pour 12 voix mixtes
Durée : 20'
Création : le 25.09.1987, Automne de Varsovie,
Groupe vocal de France, Guy Reibel (dir)
- Sur le lac… la main (1989)

Poème de Claude Lefebvre
pour chœur d’enfants
Durée : 13'
Création : décembre 1991, Maîtrise de Radio-France,
Denis Dupays (dir)
- X… (1990)

Poème de Claude Lefebvre
pour Baryton et 12 instrumentistes :
2(flA).0.2(clB).0-1.1.1.0, pno, crd (1.1.1.1.0)
Durée : 15'
Création : le 14.1.1994, David Wilson Johnson (Bar),
Ensemble InterContemporain,
Pierre Boulez (dir) 
- Seule… La peau… (1990)

“Nur… die Haut…”
Poème de Claude Lefebvre
pour alto solo, voix et caresses
Durée : 9' 
- L’Insoumise (1991)

pour 2 trompettes, piano et orchestre à cordes
Durée : 20'
Création : 17.11.1991, Metz, 20 Rencontres
Internationales de Musique Contemporaine, Jean-
François Canape et Patrick Fabert (trp), Jean-Efflam
Bavouzet (pno), la Philharmonie de Lorraine, Jacques
Houtmann (dir)